# Crocidophora zonalis
Crocidophora zonalis là một loài bướm đêm trong họ Crambidae.